# SN 2011V
SN 2011V – supernowa typu IIb odkryta 28 stycznia 2011 roku w galaktyce M+05-22-48. W momencie odkrycia miała maksymalną jasność 16,00m.